# Španělská chřipka

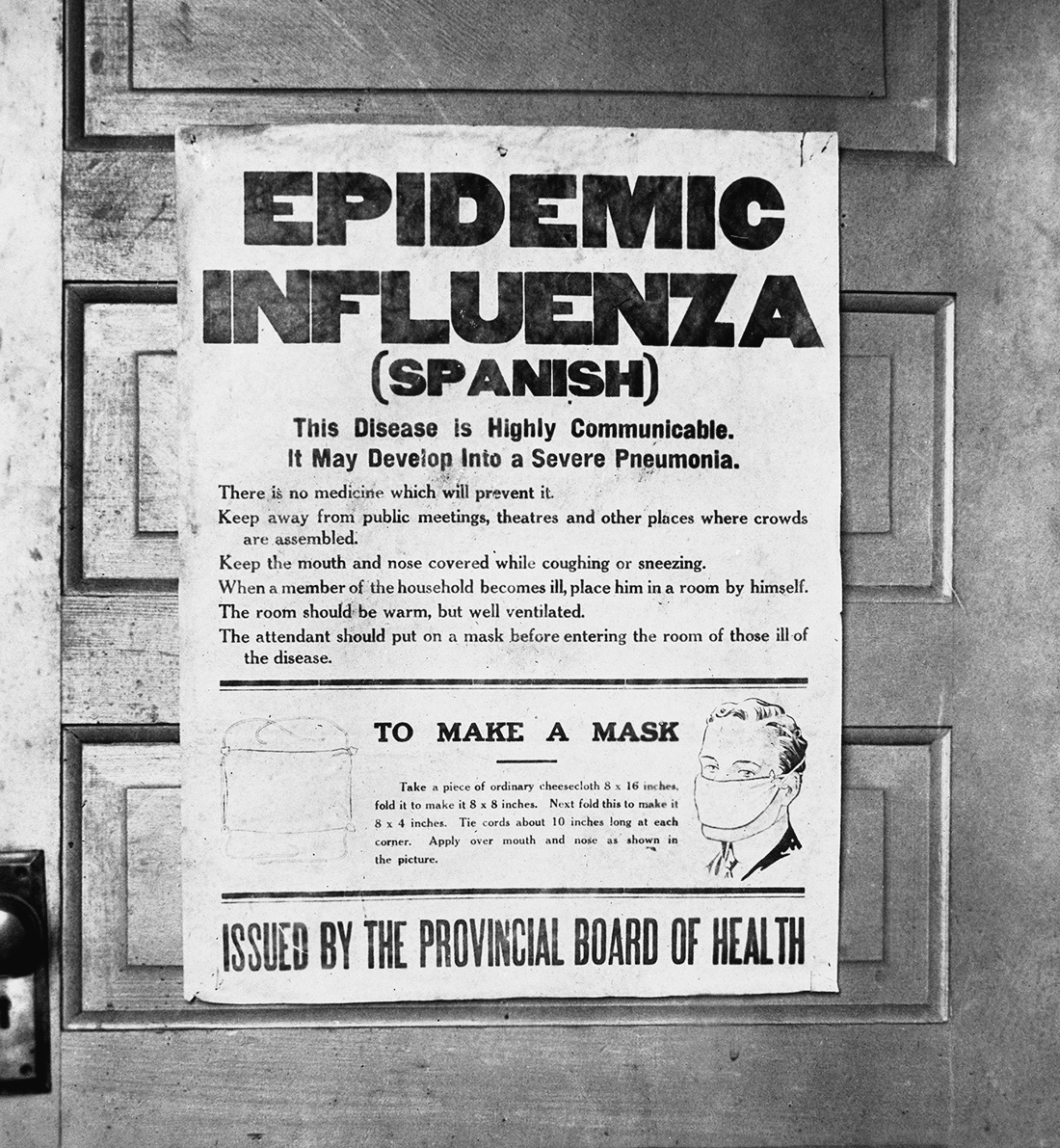
Plakát varující před španělskou chřipkou (Alberta, Kanada)

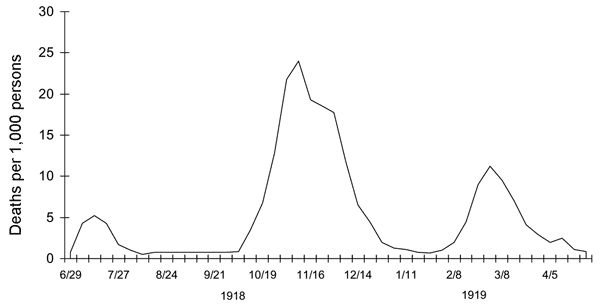
Vlny chřipky a zápalu plic ve Velké Británii s největší vlnou v listopadu.

Španělská chřipka je označení celosvětové chřipkové pandemie, která probíhala přibližně 2 roky, a to v letech 1918–1920. Způsobil ji virus chřipky A subtyp H1N1. Úmrtnost pandemie je odhadována na 1 až 5 % celkové populace, počet obětí se udává mezi 17 a 50, možná až 100 miliony, odpovídající 3 % až 10 % (možná až 20 %) z nakažených lidí (tzv. smrtnost). Celkově šlo o jednu z nejsmrtonosnějších epidemií v dějinách lidstva.
Španělskou chřipkou nebylo nejvíce zasažené Španělsko, ani nebylo státem původu této nemoci. Epidemie se stala známou jako španělská chřipka, jelikož ostatní státy nacházející se ve válečném stavu zmínky o nemoci cenzurovaly, zatímco neutrální Španělsko k tomu nemělo důvod a o chorobě rozsáhle informovalo. Vypadalo to pak, že Španělsko je mnohem více zasaženo. Virus zřejmě začal napadat lidi už koncem roku 1917, kdy se v Číně objevily první případy nemoci, avšak epidemie jako taková vypukla v březnu 1918 v americkém vojenském výcvikovém táboře Camp Funston v Kansasu a odtud se rychle rozšířila především na fronty a do míst koncentrace vojáků, kteří ji přenášeli dále. Tato první vlna byla relativně málo smrtící. Nejničivější byla druhá vlna, která proběhla na podzim a začátkem zimy 1918 a zasáhla větší část světa. Třetí vlna začala v lednu 1919 v Austrálii a na jaře se rozšířila do dalších zemí především v Americe a Evropě. Poslední lokálně více omezená čtvrtá vlna dozněla v dubnu 1920. Virus následně zmutoval a stal se podstatně méně smrtícím.
Při většině chřipkových epidemií umírají více mladí a staří lidé, ale tato pandemie měla neobvykle vysokou úmrtnost mezi mladými dospělými ve věku 20 až 40 let. Vědci pro to nabízejí několik vysvětlení – šest let trvající klimatická odchylka ovlivnila migraci přenašečů onemocnění a zvýšila pravděpodobnost jejich šíření přes vodní plochy. Virus byl obzvláště smrtící, protože vyvolal cytokinovou bouři, která ničila silnější imunitní systém mladých lidí, přestože virová infekce zřejmě nebyla o nic agresivnější než předchozí chřipkové kmeny. Podvýživa, přeplněné nemocnice a špatná hygiena, umocněné válkou, umožnily vznik bakteriální superinfekce, která většinu obětí zabila po charakteristicky dlouhé době na smrtelné posteli. Není ale důkaz o tom, že ti dospělí ve věku 20 až 40 let byli v době infekce zdraví.
Španělská chřipka z roku 1918 byla první ze tří chřipkových pandemií způsobených virem chřipky A H1N1, poslední byla pandemie prasečí chřipky v roce 2009 a ruská chřipka z roku 1977 byla rovněž způsobena tímto virem.

## Etymologie
Ačkoli geografický původ je neznámý, nemoc byla nazývána španělská chřipka od první vlny pandemie. Španělsko se války nezúčastnilo, proto zůstalo neutrální a neuložilo válečnou cenzuru. Noviny proto mohly volně hlásit účinky epidemie, jako je vážná nemoc krále Alfonse XIII.
V době pandemie byly také použity alternativní názvy. Podobně jako jméno španělské chřipky, mnoho z nich také zmiňovalo možný původ nemoci. V Senegalu bylo pojmenováno „brazilská chřipka“ a v Brazílii „německá chřipka“, zatímco v Polsku byla známá jako „bolševická nemoc“. V samotném Španělsku byla přezdívka pro chřipku „Neapolský voják“ přijata z operety z roku 1916, Píseň zapomnění (La canción del olvido). Dnes je však španělská chřipka (Gripe Española) nejčastěji používaným názvem pro pandemii ve Španělsku.
Jiné výrazy pro tento virus jsou např. „pandemie chřipky 1918“, nebo její varianty.

## Vznik a vývoj
Mezi příčiny vysoké úmrtnosti a neobvyklého věkového profilu obětí se řadí efekt „cytokinové bouře“ – virus zhoršil příznaky, zvýšil úmrtnost a způsobil přehnanou reakci imunitního systému. Tudíž více umírali lidé se silnějším imunitním systémem, především dospělí mezi 20 a 40 lety. Příčinou také mohlo být to, že virus nejprve oslabil organismus a poté zabíjela až bakteriální infekce s jiným věkovým profilem. Dalším vysvětlením je, že dospělí již před epidemií nebyli zdraví. To také vysvětluje, že úmrtnost byla větší v chudších státech (Afrika) a u chudších obyvatel vyspělých zemí, jak je níže popsáno.
Výzkumy vedly také k závěru, že španělská chřipka vznikla přenosem z ptáků, stejně jako H5N1 – podtyp viru ptačí chřipky, jehož rozšíření ve světových ptačích populacích je známo od 30. let 20. století.
Profesor John Oxford se snažil svým výzkumem, při němž exhumoval těla obětí, aby získal genom původního viru, dokázat, že epicentrem chřipky byla západní fronta 1. světové války, zejména britský vojenský lazaret ve francouzském městě Étaples, kde se mohl virus z drůbeže přes prasata dostat k vojákům (mutaci viru navíc mohly způsobit mutagenní bojové plyny, ze kterých to byl nejvíce yperit, který také poškozuje místa vniku viru do těla). Někteří američtí historici, např. Alfred W. Crosby, vidí americký stát Kansas jako místo vzniku viru. Původ je hledán také v Asii. Roku 1917 byla chřipka zaznamenána v Číně a s vojáky se přes USA dostala do Evropy. Válečná cenzura však počátek pandemie zastřela, ale v neutrálním Španělsku bylo povědomí rozšířeno, což dalo onemocnění i název.

## Průběh pandemie

### První vlna na počátku roku 1918
Za počátek pandemie je tradičně označován 4. březen 1918, kdy byl zaznamenán případ armádního kuchaře Alberta Gitchella v Camp Funston v Kansasu ve Spojených státech. Nemoc byla nicméně zaznamenána již v lednu 1918 ve 200 mil (320 km) vzdáleném Haskell County. Během několika dní po prvním případu ze 4. března nahlásilo onemocnění 522 mužů v táboře. 11. března 1918 se virus dostal do Queensu ve státě New York. Nebyla však přijata žádná preventivní opatření, což se později stalo terčem kritiky.
Se vstupem USA do první světové války se nemoc rychle rozšířila z Camp Funston, hlavního výcvikového střediska pro americké vojáky, do dalších táborů americké armády a do Evropy. Zde v dubnu 1918 přerostla v epidemii na středozápadě, na východním pobřeží a ve francouzských přístavech a v polovině měsíce se dostala na západní frontu. Poté se rychle rozšířila do zbytku Francie, Velké Británie, Itálie a Španělska a v květnu dosáhla Vratislavi a Oděsy. Po podpisu Brestlitevské smlouvy v březnu 1918 začalo Německo propouštět ruské válečné zajatce, kteří si pak nemoc přivezli domů do Ruska. V dubnu byly zaznamenány případy v jihovýchodní Asii, v květnu se dostala do severní Afriky, Indie a Japonska a brzy poté pravděpodobně obletěla celý svět. V červnu bylo ohnisko nákazy hlášeno v Číně. Poté, co se v červenci dostala do Austrálie, začala chřipková vlna ustupovat.
První vlna chřipky z počátku roku 1918 byla relativně mírná. Úmrtnost nijak výrazně nepřevyšovala normál, ve Spojených státech bylo v prvních šesti měsících roku 1918 hlášeno ~75 000 úmrtí na chřipku, zatímco ve stejném období v roce 1915 to bylo ~63 000 Ve španělském Madridu zemřelo v květnu až červnu 1918 na chřipku méně než 1 000 lidí. V prvním čtvrtletí roku 1918 nebyla hlášena žádná karanténa. První vlna však výrazně narušila vojenské operace první světové války, kdy onemocněly tři čtvrtiny francouzských vojáků, polovina britských sil a přes 900 000 německých vojáků.

### Druhá smrtící vlna z konce roku 1918

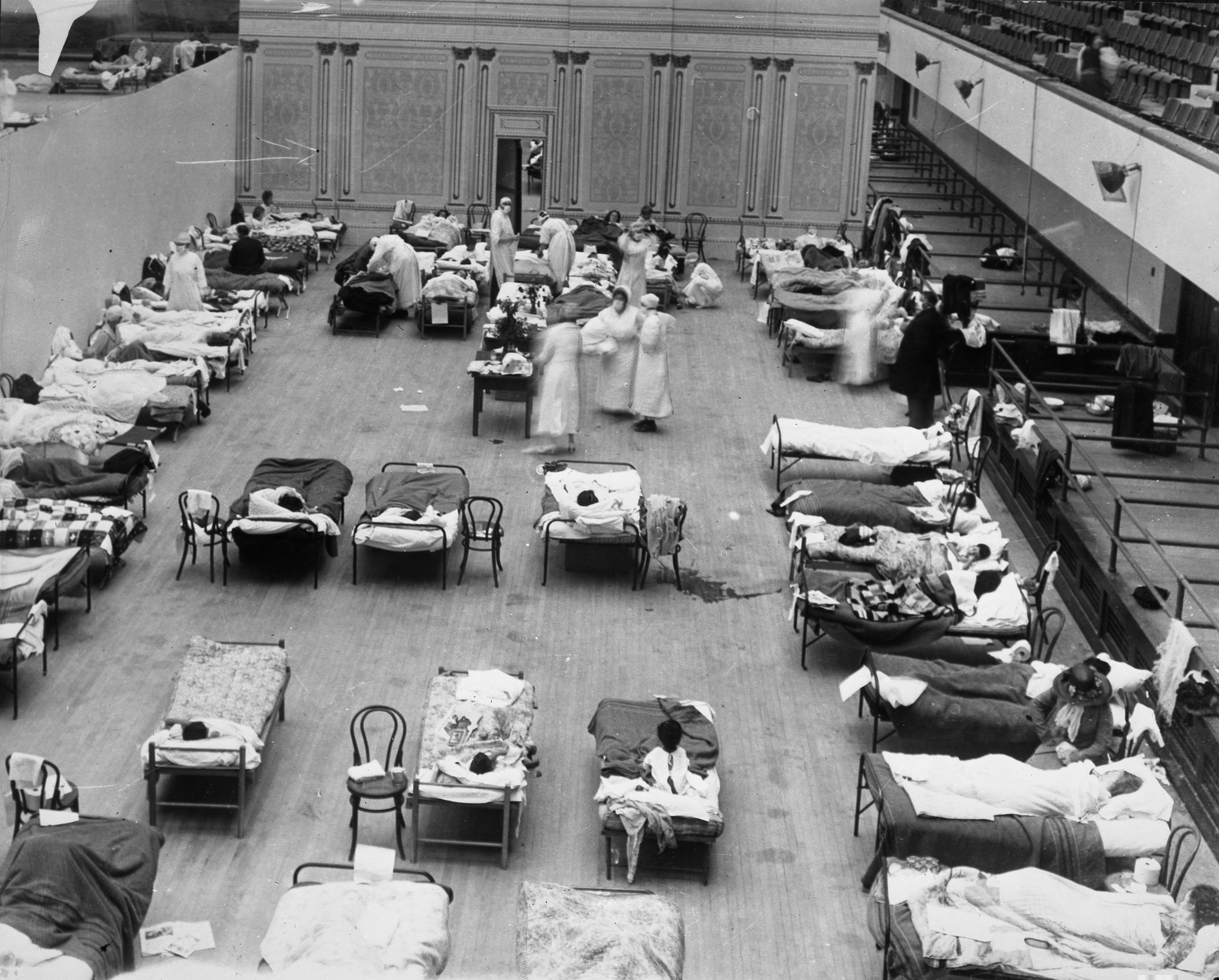
Pacienti nakažení španělskou chřipkou v kalifornském Oaklandu

Druhá vlna začala v druhé polovině srpna 1918 a pravděpodobně se rozšířila do Bostonu ve státě Massachusetts a Freetownu v Sieře Leone na lodích z Brestu, kam zřejmě dorazili američtí vojáci nebo francouzští rekruti pro námořní výcvik. Díky přesunům vojsk se během následujících dvou měsíců nemoc rozšířila do celé Severní a poté do Střední a Jižní Ameriky, na lodích se dostala také do Brazílie a Karibiku. V červenci 1918 se v Osmanské říši objevily první případy mezi vojáky. Z Freetownu se pandemie dále šířila západní Afrikou podél pobřeží, řek a koloniálních železnic a z železničních stanic do vzdálenějších komunit, zatímco do jižní Afriky se dostala v září na lodích přivážejících zpět členy jihoafrického domorodého pracovního sboru vracejícího se z Francie. Odtud se šířila po jižní Africe a za Zambezi a v listopadu dosáhla Etiopie. 15. září zaznamenali první úmrtí na chřipku v New Yorku. 28. září 1918 se ve Filadelfii v Pensylvánii konal slavnostní průvod, který měl propagovat státní dluhopisy pro první světovou válku,12 000 lidí zemřelo poté, co došlo k masivní nákaze mezi účastníky této akce .
Z Evropy se druhá vlna přehnala přes Rusko z jihozápadu na severovýchod a dostala i do Archangelska, odkud se po ukončení ruské občanské války přes Transsibiřskou magistrálu rozšířila do Asie a dorazila do Íránu, později v září do Indie a v říjnu i do Číny a Japonska. Oslavy příměří z 11. listopadu 1918 způsobily propuknutí nemoci také v Limě a Nairobi, ale v prosinci už vlna většinou skončila.
Druhá vlna pandemie z roku 1918 byla mnohem smrtelnější než první. První vlna se podobala typickým chřipkovým epidemiím, nejvíce ohroženi byli nemocní a starší lidé, zatímco mladší a zdravější lidé se snadno uzdravili. Říjen 1918 byl měsícem s nejvyšší úmrtností za celou pandemii. Ve Spojených státech bylo v období září až prosinec 1918 hlášeno ~292 000 úmrtí, zatímco ve stejném období v roce 1915 to bylo ~26 000. Nizozemsko hlásilo přes 40 000 úmrtí na chřipku a akutní respirační onemocnění. Bombaj hlásila ~15 000 úmrtí na 1,1 milionu obyvatel. V Indii byla pandemie chřipky zvláště smrtelná, jen v posledním čtvrtletí roku 1918 zde zemřelo odhadem 12,5–20 milionů lidí.

### Třetí vlna v roce 1919
Pandemická aktivita na mnoha místech přetrvávala až do roku 1919, pravděpodobně díky tomu, že na severní polokouli byla zima, což je obvyklé období pro šíření chřipky. Pandemie nicméně pokračovala v roce 1919 do značné míry nezávisle na regionu a klimatu. Třetí vlna zasáhla zejména Španělsko, Mexiko a Velkou Británii a vyžádala si statisíce mrtvých. Byla celkově méně závažná než druhá vlna, ale stále mnohem smrtelnější než počáteční první vlna.

#### Severní Amerika
V některých částech Spojených států začal počet případů znovu narůstat již koncem listopadu 1918, přičemž počátkem prosince vydala veřejná zdravotní služba první zprávu o opětovném nárůstu nemoci, který byl pozorován v mnoha od sebe vzdálených lokalitách. Tato obnovená aktivita se však v jednotlivých částech země lišila, pravděpodobně v důsledku různých omezení. Například v Michiganu došlo k rychlému oživení chřipky, které dosáhlo vrcholu v prosinci, pravděpodobně díky tomu, že byl zrušen zákaz veřejných shromáždění. Na mnoha jiných místech byla naopak pandemická opatření, jako zákaz veřejných shromáždění a uzavření škol, znovu zavedena ve snaze potlačit šíření chřipky.

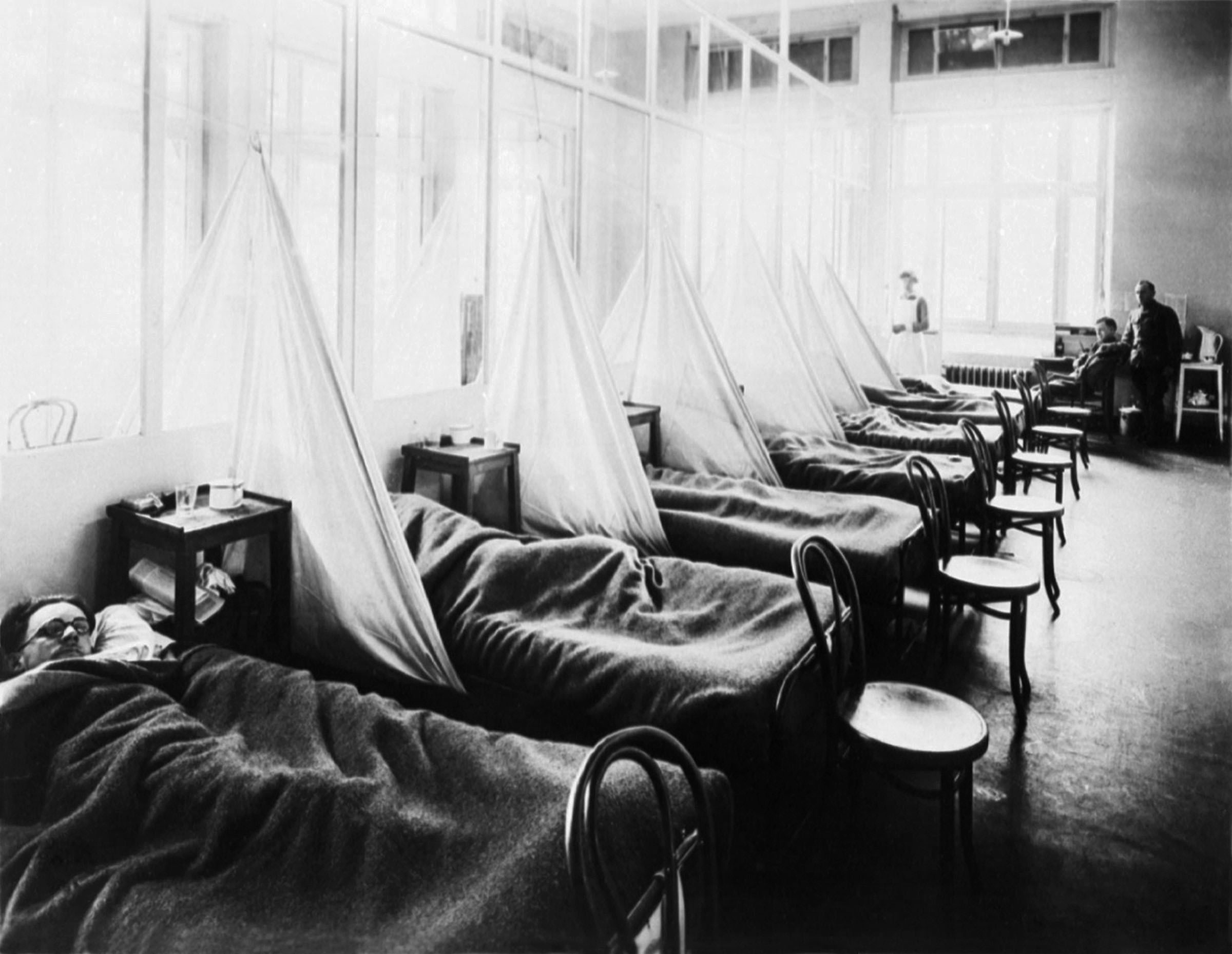
Nemocní američtí vojáci ve francouzském Aix-les-Bains

V lednu a únoru 1919 došlo ve většině amerických měst k prudkému velmi výraznému nárůstu celkové úmrtnosti. Významné epidemie se vyskytly ve městech, jako je Los Angeles, New York, Memphis, Nashville, San Francisco a St. Louis. Do konce února začala aktivita chřipky ve všech částech země klesat. V prvních šesti měsících roku 1919 zemřelo na zápal plic a chřipku téměř 160 000 osob.

#### Evropa
V Evropě se objevilo zřetelnější oživení epidemie teprve později v zimě a na jaře. V polovině února se v Anglii a Walesu rozvinula výrazná třetí vlna, která dosáhla vrcholu počátkem března a opadla až v květnu. Také ve Francii a Nizozemsku byla zaznamenána výrazná vlna, která vyvrcholila v únoru. V Norsku, Finsku a Švýcarsku došlo k obnovení pandemické aktivity v březnu a ve Švédsku v dubnu.
Velkou část Španělska postihla obnovená vlna chřipky mezi lednem a dubnem 1919. Portugalsko zažilo obnovení pandemické aktivity, která trvala od března do září 1919, přičemž největší dopad byl zaznamenán na západním pobřeží a na severu země.

#### Austrálie a Nový Zéland
Do Austrálie se chřipka poprvé dostala až v lednu 1919, protože zemi v druhé polovině roku 1918 chránila přísná námořní karanténa. Epidemických rozměrů nabyla nejprve v Melbourne, kde dosáhla vrcholu v polovině února. Chřipka se brzy objevila v sousedním Novém Jižním Walesu a Jižní Austrálii a poté se v průběhu roku rozšířila po celé zemi. V Novém Jižním Walesu se první vlna nákazy vyskytla od poloviny března do konce května, zatímco druhá, závažnější vlna proběhla ve Victorii od dubna do června.
Zemská karanténní opatření bránila šíření nákazy, což vedlo k různým zkušenostem s expozicí a propuknutím nákazy v různých státech. V Queenslandu se nákaza objevila až koncem dubna, Západní Austrálii se nemoc vyhýbala až do začátku června a Tasmánie zůstala bez nákazy až do poloviny srpna. Ze šesti států zažily Viktorie a Nový Jižní Wales obecně rozsáhlejší epidemie. V každém z nich došlo v průběhu zimy k další výrazné vlně onemocnění. Druhá epidemie v Novém Jižním Walesu byla závažnější než první, zatímco ve Victorii proběhla třetí vlna, která byla o něco méně rozsáhlá než druhá a více se podobala té první.

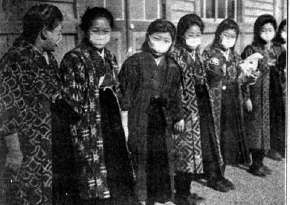
Japonské dívky s rouškami ve škole v Tokiu v roce 1919

Několik případů chřipky se v květnu vyskytlo také na Novém Zélandu.

#### Jižní Amerika
V některých částech Jižní Ameriky došlo v roce 1919 k opětovnému nárůstu pandemické aktivity. Třetí vlna zasáhla Brazílii od ledna do června. Mezi červencem 1919 a únorem 1920 postihla druhá silná vlna Chile, které bylo poprvé zasaženo v říjnu 1918, úmrtnost dosáhla vrcholu v srpnu 1919.

#### Ostatní části světa
Chřipka se v roce 1919 poprvé dostala i do dalších částí světa, například na Madagaskar, kde se první případy objevily v dubnu a do června se epidemie rozšířila prakticky do všech částí ostrova. V jiných částech světa proběhla skutečná třetí vlna onemocnění. V Hongkongu se objevila další epidemie v červnu, stejně jako v Jihoafrické republice během podzimních a zimních měsíců na jižní polokouli.

### Čtvrtá vlna v roce 1920
Na severní polokouli rostly s blížícím se podzimem obavy z návratu chřipky. Odborníci se odvolávali na historii minulých chřipkových epidemií, jako byla ta z let 1889–1890, a předpovídali, že její opakování o rok později je pravděpodobné, i když ne všichni s tím souhlasili. Francie připravila informační kampaň pro veřejnost ještě před koncem léta a Británie se na podzim začala připravovat na výrobu vakcíny.
V Japonsku chřipka propukla znovu v prosinci a rychle se rozšířila po celé zemi, což se tehdy přičítalo příchodu chladného počasí. Aby se zabránilo šíření epidemie, byla obnovena protipandemická opatření související a zdravotnické úřady doporučily používání roušek. Epidemie zesílila v druhé polovině prosince a v lednu rychle dosáhla vrcholu. Navzdory rychlému vrcholu na začátku roku epidemie přetrvávala po celou zimu, než na jaře ustoupila.
Ve Spojených státech se ojedinělé případy chřipky vyskytovaly po celé jarní a letní měsíce roku 1919. K jedné z prvních větších epidemií došlo v Chicagu v polovině ledna 1920. Úřad veřejného zdravotnictví oznámil, že podnikne kroky k lokalizaci epidemie, ale nemoc již způsobila souběžnou epidemii v Kansas City a rychle se šířila z centra země všemi směry. Během několika dní se ukázalo, že se chřipka v Chicagu šíří mnohem rychleji než v zimě 1919, ale umírá na ni méně lidí. Po týdnu počet nových případů překonal maximum z předchozí vlny v roce 1919. Přibližně ve stejnou dobu začal náhlý nárůst případů zaznamenávat i New York a brzy ho následovala další města po celé zemi. Ve městech jako Chicago, Memphis a New York byla znovu zavedena určitá pandemická omezení, jako například uzavření škol a divadel a posunutí pracovní doby, aby se zabránilo nahromadění lidí. Stejně jako během epidemie na podzim roku 1918 zůstaly školy v New Yorku otevřené, zatímco v Memphisu byly v rámci obecnějších omezení veřejných shromáždění uzavřeny. Čtvrtá vlna ve Spojených státech odezněla stejně rychle, jako se objevila, a vrcholu dosáhla počátkem února. Podle tehdejších údajů měla epidemie za následek o třetinu více úmrtí než v letech 1918–1919. [160] 
Polsko zažilo ničivou epidemii v zimních měsících, kdy ve Varšavě došlo ke 158 úmrtím během jediného týdne, pro srovnání v prosinci 1918 byl maximální počet úmrtí za týden 92. Epidemie z roku 1920 však pominula během několika týdnů, zatímco vlna z let 1918–1919 se vyvíjela po celou druhou polovinu roku 1918. Naproti tomu v západní Evropě byla epidemie považována za relativně neškodnou. Věkové rozložení úmrtí začalo nabývat podoby sezónní chřipky. V pěti evropských zemích (Španělsko, Dánsko, Finsko, Německo a Švýcarsko) byl zaznamenán pozdní vrchol mezi lednem a dubnem 1920.
Mexiko zažilo čtvrtou vlnu v únoru až březnu 1920. V Jižní Americe se v Peru vyskytovaly „asynchronní vlny“ chřipky v průběhu celého roku. Třetí silná vlna zasáhla hlavní město Limu mezi lednem a březnem a její celková úmrtnost byla přibližně čtyřikrát vyšší než při vlně z let 1918–1919. Podobně zažilo další těžkou pandemickou vlnu mezi červencem a říjnem 1920 město Ica. Čtvrtá vlna se vyskytla také v únoru v Brazílii.
K výrazným epidemiím došlo na přelomu let 1919 a 1920 rovněž v Koreji a na Tchaj-wanu, jež byly v té době japonskými koloniemi.

### Období po pandemii
V polovině roku 1920 byla pandemie veřejností i vládami považována za ukončenou. Zdálo se, že chřipka se v zimě 1920-1921 již většinou nevyskytovala, například ve Spojených státech byla úmrtnost na zápal plic a chřipku nejnižší za mnoho let. Nicméně v některých částech Chile proběhla mezi listopadem 1920 a březnem 1921 třetí, mírnější, chřipková vlna.
V roce 1921 začala být chřipka opět hlášena z mnoha míst. Pandemie se nadále projevovala v Chile, kde čtvrtá vlna postihla sedm z 24 provincií mezi červnem a prosincem 1921. Zima 1921-1922 byla prvním velkým návratem chřipky na severní polokouli, na mnoha místech došlo k nejvýznamnějšímu výskytu od hlavní pandemie na konci roku 1918. Postižena byla zejména severozápadní Evropa. Jen v lednu 1922 se celková úmrtnost v Holandsku přibližně zdvojnásobila. V Helsinkách propukla velká epidemie (pátá od roku 1918) od listopadu do prosince 1921. Chřipka se rozšířila také ve Spojených státech, její výskyt v Kalifornii byl na začátku března 1922 údajně nejvyšší od roku 1920.
V období po roce 1920 začala být tato původně nová chřipka z roku 1918 považována za jednu z forem sezónní chřipky. Pandemický virus z roku 1918 byl kmen H1N1 chřipkového viru A a zůstal endemický a v průběhu let občas vyvolával závažnější epidemie. V roce 1957 byl virus zcela vytlačen pandemickým kmenem subtypu H2N2, který přetrvával až do roku 1968, kdy byl nahrazen pandemickým kmenem H3N2. V roce 1977 se znovu objevil kmen H1N1 z období před rokem 1957 a od té doby u lidí kolují oba subtypy chřipky A H3N2 a H1N1.

## Přenos a mutace
Základní reprodukční číslo viru se pohybovalo mezi 2 a 3. Pandemii urychlily masivní přesuny vojsk během první světové války, které pravděpodobně zvýšily také přenos a mutaci viru. Válka také mohla snížit odolnost lidí vůči viru. Někteří spekulují, že imunitní systém vojáků byl oslaben podvýživou a také stresem z bojů a chemických útoků, címž se zvýšila jejich náchylnost k nákaze. Velký vliv na celosvětový výskyt chřipky mělo zvýšené cestování. Moderní dopravní systémy usnadňovaly vojákům, námořníkům a civilním cestujícím šíření nemoci. Výraznou roli sehrály také lži a odmítavé postoje vlád, kvůli nimž bylo obyvatelstvo na epidemie špatně připraveno.
Závažnost druhé vlny se přičítá okolnostem první světové války. V civilním životě přirozený výběr upřednostňuje mírný kmen viru. Ti, kteří onemocní velmi těžce, zůstávají doma a ti, kteří onemocní lehce, pokračují v životě a přednostně šíří mírný kmen. V zákopech byl přírodní výběr obrácený. Vojáci s mírným kmenem zůstávali tam, kde byli, zatímco těžce nemocní byli posíláni přeplněnými vlaky do přeplněných polních nemocnic, kde se šířil smrtelnější virus. Začala druhá vlna a chřipka se opět rychle rozšířila po celém světě. Skutečnost, že většina těch, kteří se uzdravili z infekce první vlny, se stala imunní vůči nákaze ve druhé vlně, ukázala, že se muselo jednat o stejný kmen chřipky. Pro zbytek populace byla druhá vlna mnohem smrtelnější; nejzranitelnější byli lidé jako vojáci v zákopech – dospělí, kteří byli mladí a zdraví.
Po druhé smrtící vlně na konci roku 1918 počet nových případů náhle poklesl. Jedním z vysvětlení rychlého poklesu smrtelnosti nemoci je, že lékaři začali účinněji předcházet a léčit zápal plic, který se objevil jako druhotná infekce poté, co se oběti nakazily virem. Další teorie tvrdí, že virus z roku 1918 extrémně rychle zmutoval na méně smrtící kmen. Vědci však nenašli žádné důkazy, které by tuto tezi potvrzovaly. Taková evoluce chřipky je běžným jevem: patogenní viry se postupem času stávají méně smrtícími, protože hostitelé nebezpečnějších kmenů mají tendenci vymírat. Smrtelné případy však pokračovaly i v roce 1919.

## Příznaky
Většina nakažených měla zejména během první vlny pouze typické příznaky chřipky, bolest v krku, bolest hlavy a horečku. Během druhé vlny však bylo onemocnění mnohem závažnější, často se komplikovalo bakteriálním zápalem plic, který vedl k úmrtí. Tento závažnější typ způsoboval vznik heliotropní cyanózy, při níž se na kůži nejprve objevily dvě mahagonové skvrny nad lícními kostmi, které se pak během několika hodin rozšířily a zbarvily celý obličej do modra, následovalo černé zbarvení nejprve končetin a pak se dále šířilo z končetin na trup. [Během několika hodin nebo dnů následovala smrt způsobená naplněním plic tekutinou." Mezi další hlášené příznaky patřilo spontánní krvácení z úst a nosu, potraty u těhotných žen, zvláštní zápach, padání zubů a vlasů, delirium, závratě, nespavost, ztráta sluchu nebo čichu a zhoršené vidění." Jeden z pozorovatelů napsal: „Jednou z nejnápadnějších komplikací bylo krvácení ze sliznic, zejména z nosu, žaludku a střev. Vyskytlo se také krvácení z uší a petechiální krvácení do kůže.“ Závažnost příznaků byla pravděpodobně způsobena cytokinovými bouřemi.
Většina úmrtí byla způsobena bakteriálním zápalem plic, což je běžná sekundární infekce spojená s chřipkou. Zápal plic byl způsoben běžnými bakteriemi horních cest dýchacích, které se mohly dostat do plic přes poškozené průdušky obětí. Virus také zabíjel přímo tím, že způsoboval masivní krvácení a otok plic. Moderní analýzy ukázaly, že virus byl obzvlášť smrtící, protože vyvolával cytokinovou bouři (přehnanou reakci imunitního systému organismu).

## Nesprávná diagnóza

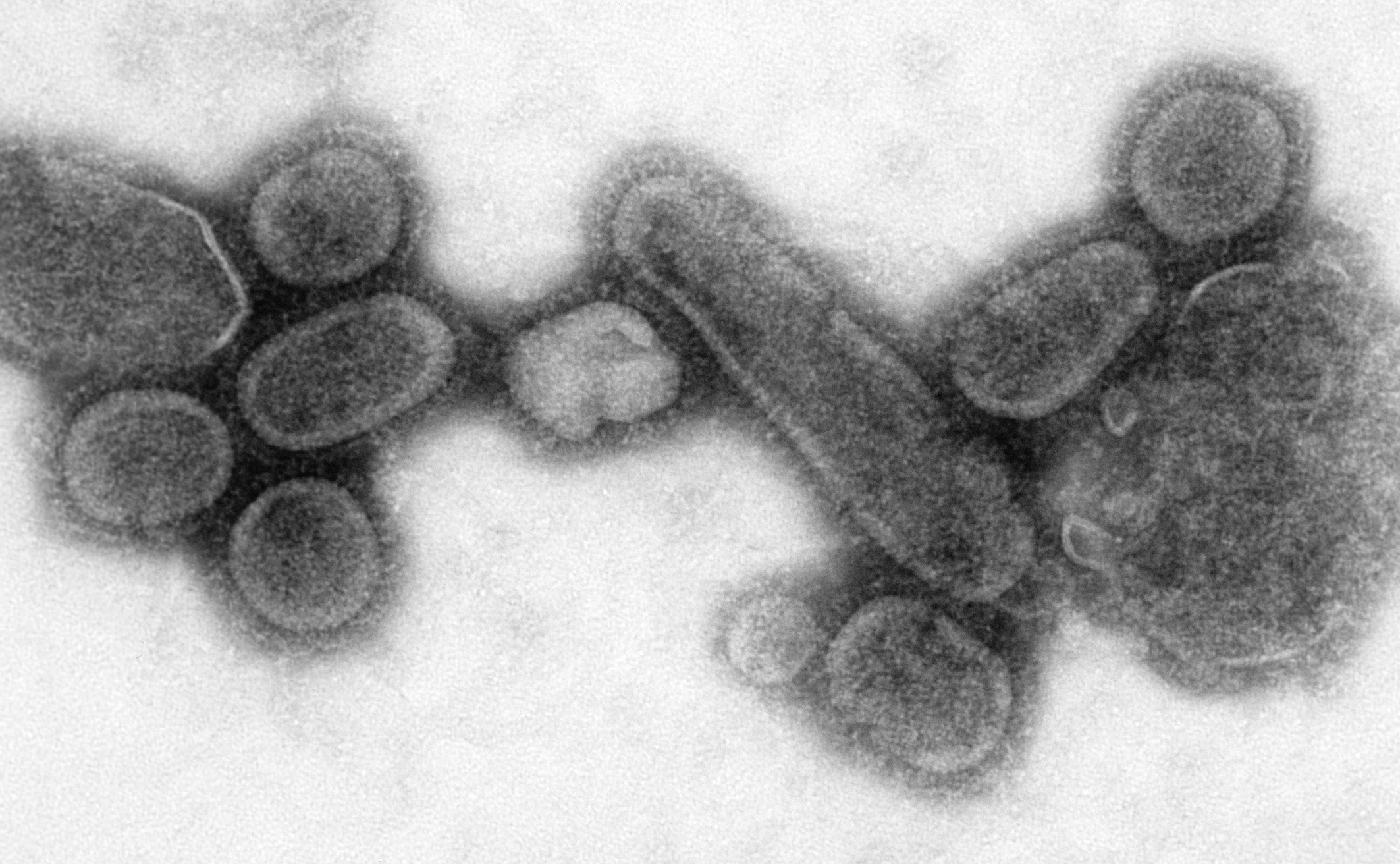
Viriony španělské chřipky pod elektronovým mikroskopem

Protože virus, který nemoc způsoboval, byl v té době příliš malý na to, aby byl viditelný pod mikroskopem, docházelo k problémům se správnou diagnózou. Za příčinu onemocnění byla mylně považována bakterie Haemophilus influenzae, která byla dostatečně velká na to, aby byla vidět, a byla přítomna u mnoha, i když ne u všech pacientů. Proto vakcína proti H. influenzae, nesnížila výskyt chřipky, ale snížila její úmrtnost.
Během smrtící druhé vlny se také objevily obavy, že se ve skutečnosti jedná o mor, horečku dengue nebo choleru. Další častou chybnou diagnózou byl tyfus, který se běžně vyskytoval při společenských otřesech, např. postihoval Rusko po Říjnové revoluci.

## Léčba
Protože v té době neexistovaly žádné antivirové léky ani antibiotika na léčbu sekundárních bakteriálních infekcí, lékaři se spoléhali na náhodně vybrané léky s různým stupněm účinnosti, jako byl aspirin, chinin, arsenik, digitalis, strychnin, epsomská sůl, ricinový olej a jód. Používaly se také léčebné postupy tradiční medicíny, jako je pouštění žilou a ájurvéda.
Někteří přeživší se plně nezotavili ze stavů způsobených infekcí, trpěli dlouhodobými následky a hrozilo jim zvýšené riziko úmrtí.

## Reakce na pandemii

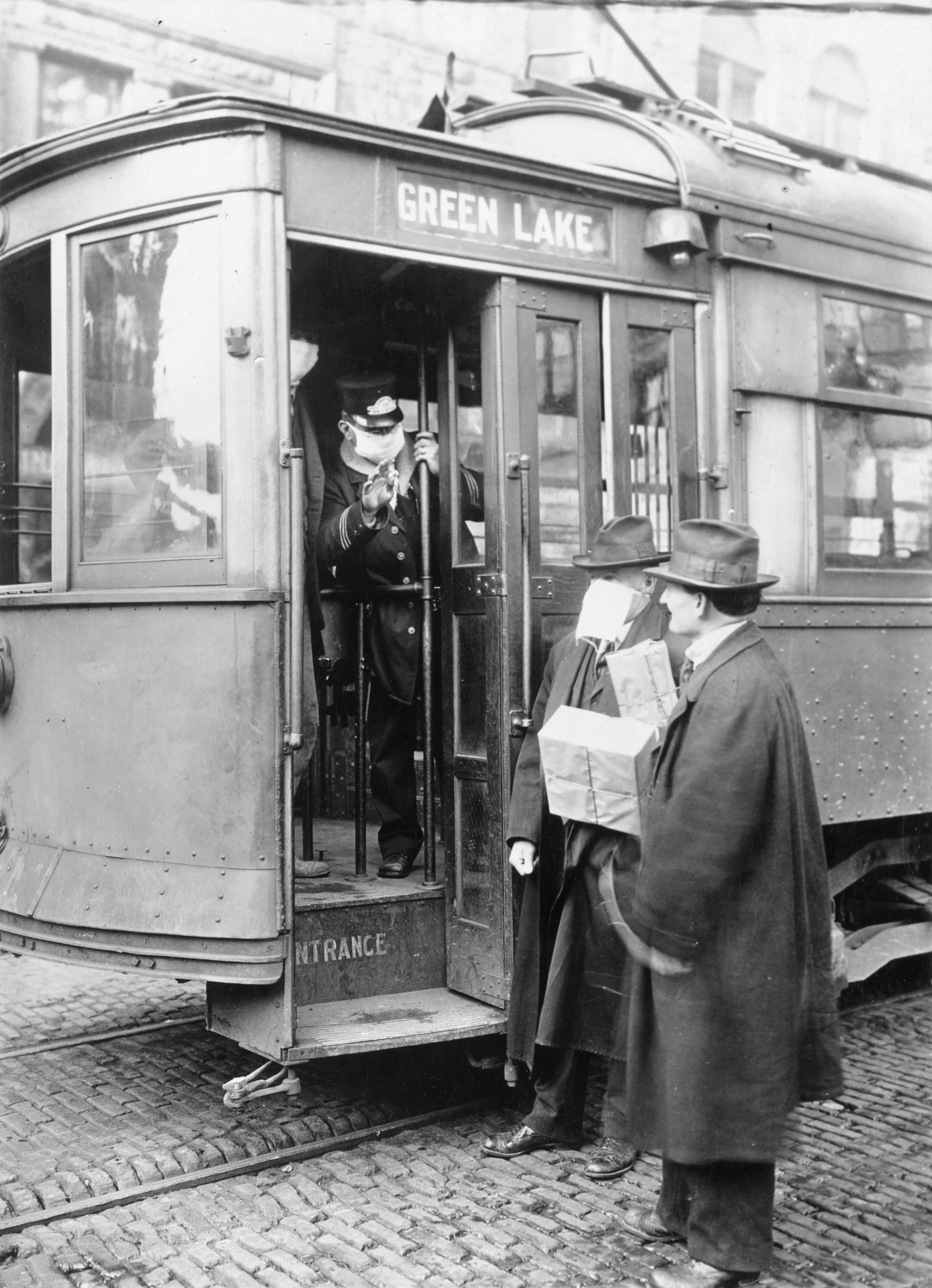
Opatření v roce 1918 v Seattlu: muž bez roušky není vpuštěn do tramvaje

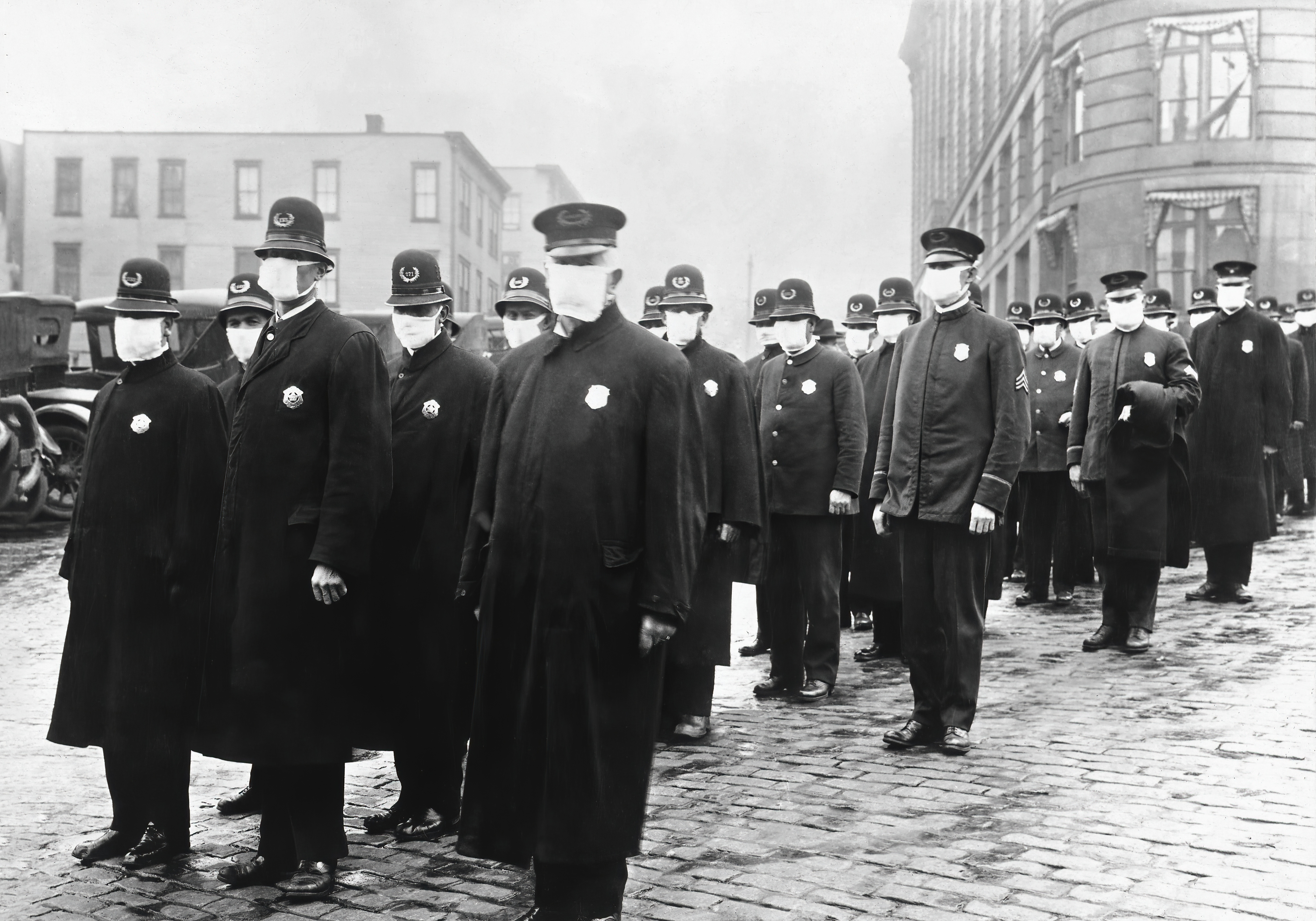
Příslušníci policie v Seattlu s rouškami

### Hygienická opatření
V roce 1918 sice existovaly systémy pro varování orgánů veřejného zdraví před šířením infekce, ty však zpravidla nezahrnovaly chřipku, což vedlo k opožděné reakci. Přesto byla přijata některá opatření. Na ostrovech, jako je Island, Austrálie a Americká Samoa, byla vyhlášena námořní karanténa, která zachránila mnoho životů. Byla zavedena sociální opatření, například uzavření škol, divadel a míst konání bohoslužeb, omezení veřejné dopravy a zákaz hromadných shromáždění. Na některých místech, například v Japonsku, se stalo běžné nošení obličejových masek, i když se vedly diskuse o jejich účinnosti. Proti jejich používání existoval také určitý odpor, jehož příkladem byla Liga proti maskám v San Francisku. Byly také vyvinuty vakcíny, ale protože byly založeny na bakteriích, a ne na skutečném viru, mohly pomoci pouze při sekundárních infekcích. Skutečné prosazování různých omezení a opatření se mezi jednotlivými regiony a státy lišilo.

### Šíření informací
Kvůli první světové válce se v mnoha zemích uplatňovala válečná cenzura a zprávy o pandemii byly potlačovány. Například italské noviny Corriere della Sera nesměly denně informovat o počtech mrtvých. Tehdejší noviny byly také obecně paternalistické a obávaly se masové paniky. Spolu s nemocí se šířily také dezinformace. V Irsku panovalo přesvědčení, že z masových hrobů na flanderských polích stoupají jedovaté plyny, které vítr roznáší po celém světě. Objevily se také fámy, že za tím stojí Němci, kteří například otrávili aspirin vyráběný firmou Bayer nebo vypustili jedovatý plyn z ponorek.

## Význam klimatických podmínek
Studie prokázaly, že imunitní systém obětí španělské chřipky byl ovlivněn klimatickými podmínkami, které byly v době trvání pandemie obzvláště nepříznivé, v té době panovalo dlouhodobě chladné a vlhké počasí. Postiženi tím byli zejména vojáci z první světové války, kteří byli po dobu trvání konfliktu a zejména během druhé vlny pandemie vystaveni neustálým dešťům a podprůměrným teplotám. Klimatická data s ultra vysokým rozlišením v kombinaci s velmi podrobnými záznamy o úmrtnosti analyzovaná na Harvardově univerzitě a v Institutu pro klimatické změny na univerzitě v Maine identifikovala závažnou klimatickou anomálii, která ovlivnila Evropu v letech 1914-1919, přičemž několik environmentálních ukazatelů přímo ovlivnilo závažnost a šíření pandemie španělské chřipky. Konkrétně během druhé vlny pandemie od září do prosince 1918 postihl celou Evropu výrazný nárůst srážek. Údaje o úmrtnosti úzce souvisely se souběžným nárůstem srážek a poklesem teplot. Nabízí se pro to několik vysvětlení, nižší teploty a zvýšené množství srážek poskytly ideální podmínky pro replikaci a přenos virů a zároveň negativně ovlivnily imunitní systém vojáků a dalších osob. Nepříznivé počasí je faktor, který prokazatelně zvyšuje pravděpodobnost nákazy jak viry, tak pneumokokovými komorbidními infekcemi, u nichž je doloženo, že postihly až jednu pětinu obětí pandemie s 36% úmrtností. Šestiletá klimatická anomálie (1914–1919) přinesla do Evropy studený mořský vzduch, který drasticky změnil počasí, jak dokládají svědectví pamětníků a přístrojové záznamy, a zasáhla až do tureckého tažení na Gallipoli, kde vojáci v regionu se středomořským klimatem trpěli extrémně nízkými teplotami. Klimatická odchylka pravděpodobně ovlivnila migraci ptačích přenašečů viru H1N1, kteří svým trusem kontaminovali vodní plochy a na podzim 1918 dosáhli 60% míry infekce. Klimatická anomálie byla spojována s antropogenním nárůstem atmosférického prachu v důsledku neustálého bombardování a zvýšené shlukování prachových částic (kondenzačních jader mraků) přispělo k navýšení srážek.

## Úmrtnost
Španělská chřipka nakazila přibližně 500 milionů lidí, tedy asi třetinu světové populace. Přestože se odhady počtu nakažených lidí značně liší, je španělská chřipka považována za jednu z nejsmrtelnějších pandemií v historii. Podle prvních odhadů z roku 1927 činila celosvětová úmrtnost 21,6 milionu lidí. Odhad z roku 1991 uvádí, že virus zabil mezi 25 a 39 miliony lidí. Odhad z roku 2005 uvádí 50 milionů mrtvých (asi 3 % světové populace) a možná až 100 milionů (více než 5 % světové populace). Poslední přehodnocení z roku 2018 v časopise American Journal of Epidemiology odhaduje celkový počet mrtvých na přibližně 17 milionů, nicméně tento odhad je zpochybňován. V každém případě při tehdejším počtu obyvatel světa 1,8 až 1,9 miliardy zmíněné odhady odpovídají 1 až 6 % světové populace.
Úmrtnost na toto onemocnění se projevovala rozdílně v různých geografických oblastech. V některých částech Asie byla úmrtnost třicetkrát vyšší než v některých částech Evropy a obecně byla vyšší v Africe a Asii, zatímco v Evropě a Severní Americe byla nižší. Velké rozdíly byly i v rámci kontinentů, kdy v Maďarsku a Španělsku byla třikrát vyšší úmrtnost než v Dánsku, v subsaharské Africe byla dvakrát až třikrát vyšší pravděpodobnost úmrtí než v severní Africe a možná až desetkrát vyšší úmrtnost byla mezi krajními extrémy v Asii. Města byla zasažena hůře než venkovské oblasti, rozdíly byly i mezi jednotlivými městy, což mohlo být důsledek vystavení mírnější první vlně poskytující imunitu, stejně jako zavedení sociálních distančních opatření.
Dalším významným jevem byly rozdíly mezi společenskými třídami. V Oslu byla úmrtnost nepřímo úměrná velikosti bytu, protože chudší lidé žijící v menších bytech umírali častěji. Sociální postavení se projevilo také ve vyšší úmrtnosti mezi přistěhovalci, přičemž u Američanů italského původu, kteří byli v té době nedávno přistěhovalou skupinou, byla pravděpodobnost úmrtí téměř dvakrát vyšší než u průměrných Američanů. Tyto rozdíly odrážely horší stravování, stísněné životní podmínky a problémy s přístupem ke zdravotní péči. Paradoxně však byli Afroameričané pandemie relativně ušetřeni.
Na chřipku umíralo více mužů než žen, protože ti častěji chodili ven a vystavovali se nákaze, zatímco ženy měly tendenci zůstávat doma. Ze stejného důvodu měli muži také větší pravděpodobnost, že budou mít již existující tuberkulózu, což vážně zhoršovalo šance na uzdravení. V Indii byl poměr zemřelých mužů a žen opačný, což bylo pravděpodobně způsobeno tím, že indické ženy byly znevýhodněny horší výživou a očekávalo se od nich, že se budou starat o nemocné.

## Oběti

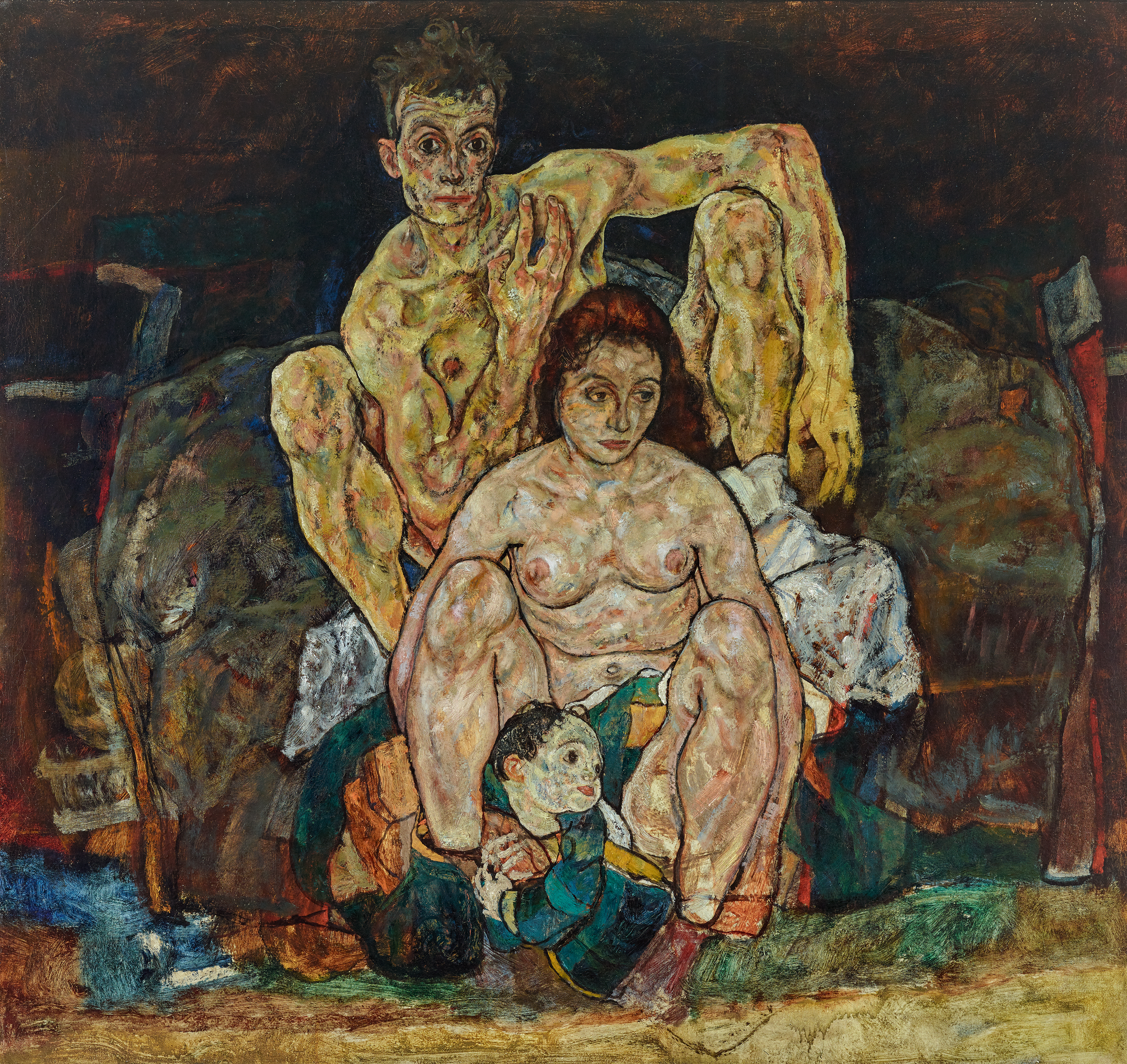
Egon Schiele (1890-1918), Die Familie, obraz namaloval několik dní před svou smrtí a těsně po smrti své ženy Edith na španělskou chřipku.

Historik lékařství Harald Salfellner po vyhodnocení demografických statistik a reprezentativních sond z úmrtních matrik předpokládá, že v českých zemích excesová mortalita v důsledku španělské chřipky v letech 1918–1920 dosáhla 44 000 až 82 648 civilistů. K tomuto číslu je třeba přidat asi 2000 až 5000 vojenských osob.
V úmrtních matrikách nalezneme oběti chřipkové epidemie již v srpnu 1918. Noviny si však všímaly umírání o něco později. Takto například Prager Tagblatt uvádí 12. 9. 1918 jako první (pražskou) oběť koncipienta pražského policejního ředitelství JUDr. Egona M. Proroka ze Smíchova, jenž umírá na zápal plic v důsledku chřipky ve věku 25 let.
Mezi dalšími oběťmi v celém světě byli malíři Egon Schiele, Harold Gilman, Bohumil Kubišta a Jan Autengruber, operní zpěvák Čeněk Klaus, básník Guillaume Apollinaire, dramatik Edmond Rostand, spisovatelka Margit Kaffka, sociolog Max Weber, potápěč a zachránce winchesterské katedrály William Walker, zakladatelé Dodge Motor Company John Francis Dodge a Horace Elgin Dodge, tanečnice a zpěvačka Gaby Deslys, Kate Carmacková, indiánská žena amerického obchodníka a prospektora George Washingtona Carmacka, která stála u začátku Zlaté horečky na Klondiku, herečky Vera Cholodnaja, Myrtle Gonzalez a Márta Szentgyörgyi či syn slavného spisovatele Arthura Conana Doyla Arthur Alleyne Kingsley Doyle.